# Wanchy-Capval
Wanchy-Capval is een gemeente in het Franse departement Seine-Maritime (regio Normandië) en telt 341 inwoners (2005). De plaats maakt deel uit van het arrondissement Dieppe.

## Geografie
De oppervlakte van Wanchy-Capval bedraagt 19,5 km², de bevolkingsdichtheid is 17,5 inwoners per km².
De onderstaande kaart toont de ligging van Wanchy-Capval met de belangrijkste infrastructuur en aangrenzende gemeenten.

## Demografie
Onderstaande figuur toont het verloop van het inwonertal (bron: INSEE-tellingen).